# ناحیه تجاری مرکزی
ناحیه مرکزی تجاری (به انگلیسی: Central business district) که در زبان انگلیسی به اختصار CBD (سی بی دی) نامیده می‌شود، عنوانی است که در کشورهای مختلف برای اشاره به مناطقی در شهر که معمولاً مرکز فعالیت‌های کوچک و بزرگ تجاری هستند اطلاق می‌شود. ناحیه مرکزی تجاری از نظر کاربری زمین، در مقایسه با سایر مناطق شهر، دارای بیشترین تراکم کاربری تجاری است. این ناحیه معمولاً منطبق با مرکز شهر نیز هست.

## کاربرد در کشورهای گوناگون
در کشورهای مختلف عبارات گوناگونی برای اشاره به ناحیه تجاری مرکزی شهر به کار می‌رود که تقریباً معنایی مشابه دارند. در آمریکای شمالی و به ویژه در کشور ایالات متحده آمریکا از واژه downtown داون تاون (هسته شهر) برای این منظور استفاده می‌شود. در استرالیا کاربرد CBD به ویژه در شهرهای بزرگ مانند سیدنی، ملبورن، بریزبن و آدلاید کاملاً رایج است.

## ایران
در ایران، معمولاً از نواحی تجاری مرکزی شهرها با عنوان بازار یاد می‌شود. این مسئله به دلیل وجود بازارهای بزرگ در شهرهای ایران به عنوان مراکز اصلی تجارت سنتی است. همچنین عبارت «مرکز شهر» و برابر انگلیسی آن یعنی City centre در تابلوهای راهنمایی و رانندگی در خیابانها و جاده‌های ایران به کار می‌رود. به‌طور سنتی مرکز شهرهای ایران شامل بازار و مناطق اطراف آن می‌شود که هسته قدیمی و اولیه شهر را تشکیل می‌دهد.